# Guilherme Posser da Costa
Guilherme Posser da Costa (nascut el 1953) és un polític africà que fou Primer Ministre de São Tomé i Príncipe de 1999 a 2001.
Posser da Costa serví com a Ministre d'Afers Exteriors en tres ocasions diferents: 1987-1988, 1990-1991, i 1994-1996. Posteriorment seria primer ministre del 5 de gener de 1999 al 26 de setembre de 2001.
A principis de novembre de 2004, Posser da Costa fou acusat de provocar destrosses en un atac a l'oficina del procurador general Adelino Pereira. Pereira va dir que la causa era una investigació sobre la malversació dels fons d'ajuda i va ordenar la detenció de Posser da Costa. Degut a aquest suposat atac Posser da Costa renuncià al seu escó del parlament el 15 de febrer de 2005, poc abans que li fos retirada la seva immunitat parlamentària. El 18 de març de 2005 fou sentenciat a dos anys de suspensió per l'atac a l'oficina de Pereira i "insult a l'autoritat pública"; també fou condemnat ae pagar una indemnització. Per la seva banda, Posser da Costa va dir que Pereira l'havia acusat falsament d'estar involucrat en la malversació dels fons d'ajuda, i que tenia només n'havia estat testimoni i no pas sospitós.
En el IV Congrés del Moviment per l'Alliberament de São Tomé i Príncipe/Partit Socialdemòcrata (MLSTP/PSD) del 27 de febrer de 2006 Posser da Costa fou elegit President del MLSTP/PSD, succeint al fundador del partit i antic President Manuel Pinto da Costa. Van haver 708 vots a favor de Posser da Costa, que n'era l'únic candidat, i tres en contra.